# Troisième district congressionnel d'Arizona
Le 3e district congressionnel d'Arizona est un district qui comprend la majeure partie du sud, de l'ouest et du centre-ville de Phoenix, ainsi qu'une partie sud de Glendale. Il est actuellement représenté par le Démocrate Ruben Gallego.
De 2003 à 2013, la majeure partie de la population du district vivait dans les zones de classe moyenne à supérieure de la partie nord de Phoenix. Comme la zone métropolitaine en général, le 3e district était de tendance républicaine, même si les parties sud du district, dans le centre-est de Phoenix et Paradise Valley, étaient plus compétitives entre les partis. Avec un indice CPVI de D+24, c'est le district le plus Démocrate de l'Arizona.

## Histoire
L'Arizona a obtenu une troisième circonscription après le recensement de 1960. Elle englobait toute la partie nord de l'État, entourant essentiellement Phoenix et le Comté de Maricopa (le 1er district). Après un redécoupage au milieu de la décennie en 1967, le 3e district a absorbé une partie de l'ouest du Comté de Maricopa, y compris la majeure partie de ce qui est devenu la West Valley.
En raison notamment de la croissance explosive de la partie Phoenix/Maricopa de la circonscription, le 3e a perdu une grande partie de sa partie orientale lors du recensement de 1970. Bien qu'elle paraisse rurale sur le papier, la grande majorité de sa population vivait dans la West Valley. Dans les années 1970, il y avait autant de personnes dans la West Valley que dans le reste du district combiné.
Après le recensement de 1990, le district a été reconfiguré pour inclure la réserve Hopi à l'autre bout de l'État. Cette décision est le résultat de différends de longue date entre les Hopis et les Navajos. Les litiges relatifs aux frontières tribales relevant de la compétence fédérale, il a longtemps été considéré comme inapproprié d'inclure les réserves des deux tribus dans la même circonscription congressionnelle. Cependant, la réserve Hopi est complètement entourée par la réserve Navajo. Dans la carte finale, la réserve Hopi est reliée au reste de la circonscription par une longue et étroite branche qui traverse le Comté de Coconino. C'était le seul moyen de permettre au district de rester contigu sans couvrir des portions importantes de terres Navajo.
Après le recensement de 2000, cette circonscription est devenue essentiellement le 2e district, tandis que le 3e a été reconfiguré pour inclure une grande partie de ce qui avait été le 4e district. Elle contenait désormais la majeure partie du nord de Phoenix ainsi que certaines de ses banlieues nord. La majeure partie de ce territoire est devenue le 6e district après le recensement de 2010, tandis que le 3e a été déplacé pour couvrir la majeure partie de ce qui était le 7e district. Ce district, à son tour, avait été principalement le 2e district de 1951 à 2003.
George W. Bush a obtenu 58 % des voix dans cette circonscription en 2004. John McCain a obtenu 56,47 % des voix dans la circonscription en 2008 tandis que Barack Obama en a obtenu 42,34 %.
La majeure partie de ce territoire est devenue le 6e district après le recensement de 2010, tandis que le 3e a été déplacé pour couvrir la majeure partie de ce qui était le 7e district. Cette version du 3e s'étendait de l'ouest de Tucson à Yuma, sur toute la longueur de la frontière entre l'Arizona et le Mexique. Ce district, quant à lui, était pour l'essentiel le 2e district de 1951 à 2003.
Après le recensement de 2020, ce district est redevenu essentiellement le 7e district, tandis que le 3e a été redessiné pour couvrir une grande partie de l'ancien (2013-2022) 7e. Il comprenait désormais une grande partie du centre de Phoenix, ainsi que Glendale. Une grande partie de ce district, à son tour, était le 4e district de 2003 à 2013.

## Géographie
| #  | Comté    | Siège   | Population |
| -- | -------- | ------- | ---------- |
| 13 | Maricopa | Phoenix | 4 585 871  |

### Villes de 10 000 personnes ou plus
- Phoenix - 1 624 569
- Glendale - 248 325
- Tempe - 180 587

### Villes de 2500 à 10 000 personnes
- Guadelupe - 5322

## Historique des votes
| Année | Poste     | Résultats           |
| ----- | --------- | ------------------- |
| 2000  | Président | Bush 54 % – 43 %    |
| 2004  | Président | Bush 58 % – 41 %    |
| 2008  | Président | McCain 57 % – 42 %  |
| 2012  | Président | Obama 61 %– 38 %    |
| 2016  | Président | Clinton 62 % – 33 % |
| 2020  | Président | Biden 63 % – 36 %   |

## Liste des Représentants du district
L'Arizona a commencé à envoyer un troisième membre à la Chambre des Représentants après le recensement de 1960.
| Membre                    | Parti       | Années                          | Congrès     | Histoire électorale | Zone géographique, |
| ------------------------- | ----------- | ------------------------------- | ----------- | --- | --- |
| George F. Senner Jr. (en) | Démocrate   | 3 janvier 1963 - 3 janvier 1967 | 89e , 89e   | Élu en 1962. Réélu en 1964. Perds sa réélection | Nord de l'Arizona : Comtés d'Apache, Coconino, Gila, Graham, Greenlee, Mohave, Navajo, Yavapai                                                                                          |
| Sam Steiger (en)          | Républicain | 3 janvier 1967 - 3 janvier 1977 | 90e - 94e   | Élu en 1966. Réélu en 1968. Réélu en 1970. Réélu en 1972. Réélu en 1974. Retrait pour se présenter comme Sénateur des États-Unis.                                                                                                  | Nord de l'Arizona, incluant des parties de l'Aire métropolitaine de Phoenix, et les Comtés d'Apache, Coconino, Gila, Graham, Greenlee, Mohave, Navajo, Yavapai et Maricopa (en partie)  |
| Sam Steiger (en)          | Républicain | 3 janvier 1967 - 3 janvier 1977 | 90e - 94e   | Élu en 1966. Réélu en 1968. Réélu en 1970. Réélu en 1972. Réélu en 1974. Retrait pour se présenter comme Sénateur des États-Unis.                                                                                                  | Ouest de l'Arizona, incluant des parties de l'Aire métropolitaine de Phoenix et les Comtés de Coconino, Mohave, Yavapai, Maricopa (en partie) et Yuma (en partie)                       |
| Bob Stump (en)            | Démocrate   | 3 janvier 1977 - 3 janvier 1983 | 95e - 107e  | Élu en 1976. Réélu en 1978. Réélu en 1980. Change de parti politique. Réélu en 1982. Réélu en 1984. Réélu en 1986. Réélu en 1988. Réélu en 1990. Réélu en 1992. Réélu en 1994. Réélu en 1996. Réélu en 1998 Réélu en 2000. Retrait | |
| Bob Stump (en)            | Républicain | 3 janvier 1983 - 3 janvier 2003 | 95e - 107e  | Élu en 1976. Réélu en 1978. Réélu en 1980. Change de parti politique. Réélu en 1982. Réélu en 1984. Réélu en 1986. Réélu en 1988. Réélu en 1990. Réélu en 1992. Réélu en 1994. Réélu en 1996. Réélu en 1998 Réélu en 2000. Retrait | Ouest de l'Arizona, incluant des parties de l'Aire métropolitaine de Phoenix et les Comtés de Coconino, La Paz, Mohave, Yavapai, Maricopa (en partie) et Yuma (en partie)               |
| Bob Stump (en)            | Républicain | 3 janvier 1983 - 3 janvier 2003 | 95e - 107e  | Élu en 1976. Réélu en 1978. Réélu en 1980. Change de parti politique. Réélu en 1982. Réélu en 1984. Réélu en 1986. Réélu en 1988. Réélu en 1990. Réélu en 1992. Réélu en 1994. Réélu en 1996. Réélu en 1998 Réélu en 2000. Retrait | Ouest de l'Arizona, incluant des parties de l'Aire métropolitaine de Phoenix et les Comtés de La Paz, Mohave, Yavapai, Coconino (en partie), Maricopa (en partie) et Navajo (en partie) |
| John Shadegg              | Républicain | 3 janvier 2003 - 3 janvier 2011 | 108e - 111e | Redécoupage depuis le 4e district et réélu en 2002. Réélu en 2004. Réélu en 2006. Réélu en 2008. Retrait. | Partie de l'Aire métropolitaine de Phoenix, Comté de Maricopa (en partie) |
| Ben Quayle                | Républicain | 3 janvier 2011 - 3 janvier 2013 | 112e        | Élu en 2010. Redécoupage vers le 6e district et perds sa renomination. | Partie de l'Aire métropolitaine de Phoenix, Comté de Maricopa (en partie) |
| Raúl Grijalva             | Démocrate   | 3 janvier 2013 - 3 janvier 2023 | 113e - 117e | Redécoupage depuis le 7e district et réélu en 2012. Réélu en 2014. Réélu en 2016. Réélu en 2018. Réélu en 2020. Redécoupage vers le 7e district.                                                                                   | Sud de l'Arizona : Comtés de Maricopa (en partie) , Pima (en partie), Pinal (en partie), Santa Cruz (en partie), Yuma (en partie) et de la ville de Tucson (en partie)                  |
| Ruben Gallego             | Démocrate   | 3 janvier 2023 - 3 janvier 2025 | 118e        | Redécoupage depuis le 7e district et réélu en 2022. Retrait pour se présenter comme Sénateur des États-Unis. | 2023–present: |
| Yassamin Ansari           | Democratic  | 3 janvier 2025 – en cours       | 119e -      | Élue en 2024. | 2023–present: |

|
|
|
|
|
|}

## Résultats des récentes élections
Voici les résultats des dix précédents cycles électoraux dans le district.

### 2004
| Élection de 2004 du 3e district congressionnel d'Arizona | Élection de 2004 du 3e district congressionnel d'Arizona | Élection de 2004 du 3e district congressionnel d'Arizona | Élection de 2004 du 3e district congressionnel d'Arizona | Élection de 2004 du 3e district congressionnel d'Arizona |
| -------------------------------------------------------- | -------------------------------------------------------- | -------------------------------------------------------- | -------------------------------------------------------- | -------------------------------------------------------- |
| Parti                                                    | Parti                                                    | Candidat                                                 | Votes                                                    | %                                                        |
|                                                          | Républicain                                              | John Shadegg (sortant)                                   | 181 012                                                  | 80,10                                                    |
|                                                          | Libertarien                                              | Mark Yannone                                             | 44 962                                                   | 19,90                                                    |
| Majorité                                                 | Majorité                                                 | Majorité                                                 | 136 050                                                  | 60,20                                                    |
| Total des votes                                          | Total des votes                                          | Total des votes                                          | 225 974                                                  | 100%                                                     |
|                                                          | Les Républicains conservent                              |                                                          |                                                          |                                                          |

### 2006
| Élection de 2006 du 3e district congressionnel d'Arizona | Élection de 2006 du 3e district congressionnel d'Arizona | Élection de 2006 du 3e district congressionnel d'Arizona | Élection de 2006 du 3e district congressionnel d'Arizona | Élection de 2006 du 3e district congressionnel d'Arizona |
| -------------------------------------------------------- | -------------------------------------------------------- | -------------------------------------------------------- | -------------------------------------------------------- | -------------------------------------------------------- |
| Parti                                                    | Parti                                                    | Candidat                                                 | Votes                                                    | %                                                        |
|                                                          | Républicain                                              | John Shadegg (sortant)                                   | 112 519                                                  | 59,27                                                    |
|                                                          | Démocrate                                                | Herb Paine                                               | 72 586                                                   | 38,23                                                    |
|                                                          | Libertarien                                              | Mark Yannone                                             | 4744                                                     | 2,50                                                     |
| Majorité                                                 | Majorité                                                 | Majorité                                                 | 39 933                                                   | 21,04                                                    |
| Total des votes                                          | Total des votes                                          | Total des votes                                          | 189 849                                                  | 100%                                                     |
|                                                          | Les Républicains conservent                              |                                                          |                                                          |                                                          |

### 2008
| Élection de 2008 du 3e district congressionnel d'Arizona | Élection de 2008 du 3e district congressionnel d'Arizona | Élection de 2008 du 3e district congressionnel d'Arizona | Élection de 2008 du 3e district congressionnel d'Arizona | Élection de 2008 du 3e district congressionnel d'Arizona |
| -------------------------------------------------------- | -------------------------------------------------------- | -------------------------------------------------------- | -------------------------------------------------------- | -------------------------------------------------------- |
| Parti                                                    | Parti                                                    | Candidat                                                 | Votes                                                    | %                                                        |
|                                                          | Républicain                                              | John Shadegg (sortant)                                   | 148 800                                                  | 54,08                                                    |
|                                                          | Démocrate                                                | Bob Lord                                                 | 115 759                                                  | 42,07                                                    |
|                                                          | Libertarien                                              | Michael Shoen                                            | 10 602                                                   | 3,85                                                     |
| Majorité                                                 | Majorité                                                 | Majorité                                                 | 33 041                                                   | 12,01                                                    |
| Total des votes                                          | Total des votes                                          | Total des votes                                          | 275 161                                                  | 100%                                                     |
|                                                          | Les Républicains conservent                              |                                                          |                                                          |                                                          |

### 2010
| Élection de 2008 du 3e district congressionnel d'Arizona | Élection de 2008 du 3e district congressionnel d'Arizona | Élection de 2008 du 3e district congressionnel d'Arizona | Élection de 2008 du 3e district congressionnel d'Arizona | Élection de 2008 du 3e district congressionnel d'Arizona |
| -------------------------------------------------------- | -------------------------------------------------------- | -------------------------------------------------------- | -------------------------------------------------------- | -------------------------------------------------------- |
| Parti                                                    | Parti                                                    | Candidat                                                 | Votes                                                    | %                                                        |
|                                                          | Républicain                                              | Ben Quayle                                               | 108 689                                                  | 52,24                                                    |
|                                                          | Démocrate                                                | Jon Hulburd                                              | 85 610                                                   | 41,14                                                    |
|                                                          | Libertarien                                              | Michael Shoen                                            | 10 478                                                   | 5,04                                                     |
|                                                          | Vert                                                     | Leonard Clark                                            | 3294                                                     | 1,58                                                     |
| Majorité                                                 | Majorité                                                 | Majorité                                                 | 23 079                                                   | 11,10                                                    |
| Total des votes                                          | Total des votes                                          | Total des votes                                          | 208 071                                                  | 100%                                                     |
|                                                          | Les Républicains conservent                              |                                                          |                                                          |                                                          |

### 2012
| Élection de 2012 du 3e district congressionnel d'Arizona | Élection de 2012 du 3e district congressionnel d'Arizona | Élection de 2012 du 3e district congressionnel d'Arizona | Élection de 2012 du 3e district congressionnel d'Arizona | Élection de 2012 du 3e district congressionnel d'Arizona |
| -------------------------------------------------------- | -------------------------------------------------------- | -------------------------------------------------------- | -------------------------------------------------------- | -------------------------------------------------------- |
| Parti                                                    | Parti                                                    | Candidat                                                 | Votes                                                    | %                                                        |
|                                                          | Démocrate                                                | Raul M. Grijalva (sortant)                               | 98 468                                                   | 58,37                                                    |
|                                                          | Républicain                                              | Gabriela Saucedo Mercer                                  | 62 663                                                   | 37,15                                                    |
|                                                          | Libertarien                                              | Blanca Guerra                                            | 7567                                                     | 4,49                                                     |
| Majorité                                                 | Majorité                                                 | Majorité                                                 | 35 805                                                   | 21,22                                                    |
| Total des votes                                          | Total des votes                                          | Total des votes                                          | 168 698                                                  | 100%                                                     |
|                                                          | Les Démocrates conservent                                |                                                          |                                                          |                                                          |

### 2014
| Élection de 2014 du 3e district congressionnel d'Arizona | Élection de 2014 du 3e district congressionnel d'Arizona | Élection de 2014 du 3e district congressionnel d'Arizona | Élection de 2014 du 3e district congressionnel d'Arizona | Élection de 2014 du 3e district congressionnel d'Arizona |
| -------------------------------------------------------- | -------------------------------------------------------- | -------------------------------------------------------- | -------------------------------------------------------- | -------------------------------------------------------- |
| Parti                                                    | Parti                                                    | Candidat                                                 | Votes                                                    | %                                                        |
|                                                          | Démocrate                                                | Raul M. Grijalva (sortant)                               | 58 192                                                   | 55,7                                                     |
|                                                          | Républicain                                              | Gabriela Saucedo Mercer                                  | 46 185                                                   | 44,2                                                     |
| Majorité                                                 | Majorité                                                 | Majorité                                                 | 12 007                                                   | 11,5                                                     |
| Total des votes                                          | Total des votes                                          | Total des votes                                          | 104 428                                                  | 100%                                                     |
|                                                          | Les Démocrates conservent                                |                                                          |                                                          |                                                          |

### 2016
| Élection de 2016 du 3e district congressionnel d'Arizona | Élection de 2016 du 3e district congressionnel d'Arizona | Élection de 2016 du 3e district congressionnel d'Arizona | Élection de 2016 du 3e district congressionnel d'Arizona | Élection de 2016 du 3e district congressionnel d'Arizona |
| -------------------------------------------------------- | -------------------------------------------------------- | -------------------------------------------------------- | -------------------------------------------------------- | -------------------------------------------------------- |
| Parti                                                    | Parti                                                    | Candidat                                                 | Votes                                                    | %                                                        |
|                                                          | Démocrate                                                | Raul M. Grijalva (sortant)                               | 148 973                                                  | 100                                                      |
|                                                          | Les Démocrates conservent                                |                                                          |                                                          |                                                          |

### 2018
| Élection de 2018 du 3e district congressionnel d'Arizona | Élection de 2018 du 3e district congressionnel d'Arizona | Élection de 2018 du 3e district congressionnel d'Arizona | Élection de 2018 du 3e district congressionnel d'Arizona | Élection de 2018 du 3e district congressionnel d'Arizona |
| -------------------------------------------------------- | -------------------------------------------------------- | -------------------------------------------------------- | -------------------------------------------------------- | -------------------------------------------------------- |
| Parti                                                    | Parti                                                    | Candidat                                                 | Votes                                                    | %                                                        |
|                                                          | Démocrate                                                | Raul M. Grijalva (sortant)                               | 106 064                                                  | 63,39                                                    |
|                                                          | Républicain                                              | Nicolas Pierson                                          | 61 267                                                   | 36,61                                                    |
| Total des votes                                          | Total des votes                                          | Total des votes                                          | 167 331                                                  | 100%                                                     |
|                                                          | Les Démocrates conservent                                |                                                          |                                                          |                                                          |

### 2020
| Élection de 2020 du 3e district congressionnel d'Arizona | Élection de 2020 du 3e district congressionnel d'Arizona | Élection de 2020 du 3e district congressionnel d'Arizona | Élection de 2020 du 3e district congressionnel d'Arizona | Élection de 2020 du 3e district congressionnel d'Arizona |
| -------------------------------------------------------- | -------------------------------------------------------- | -------------------------------------------------------- | -------------------------------------------------------- | -------------------------------------------------------- |
| Parti                                                    | Parti                                                    | Candidat                                                 | Votes                                                    | %                                                        |
|                                                          | Démocrate                                                | Raul M. Grijalva (sortant)                               | 174 243                                                  | 64,6                                                     |
|                                                          | Républicain                                              | Daniel Wood                                              | 95 594                                                   | 35,4                                                     |
| Total des votes                                          | Total des votes                                          | Total des votes                                          | 269 837                                                  | 100%                                                     |
|                                                          | Les Démocrates conservent                                |                                                          |                                                          |                                                          |

### 2022
| Primaire Démocrate de l'Élection de 2022 du 3e district congressionnel d'Arizona | Primaire Démocrate de l'Élection de 2022 du 3e district congressionnel d'Arizona | Primaire Démocrate de l'Élection de 2022 du 3e district congressionnel d'Arizona | Primaire Démocrate de l'Élection de 2022 du 3e district congressionnel d'Arizona | Primaire Démocrate de l'Élection de 2022 du 3e district congressionnel d'Arizona |
| -------------------------------------------------------------------------------- | -------------------------------------------------------------------------------- | -------------------------------------------------------------------------------- | -------------------------------------------------------------------------------- | -------------------------------------------------------------------------------- |
| Parti                                                                            | Parti                                                                            | Candidat                                                                         | Votes                                                                            | %                                                                                |
|                                                                                  | Démocrate                                                                        | Ruben Gallego (sortant)                                                          | 47 972                                                                           | 100                                                                              |

| Primaire Républicaine de l'Élection de 2022 du 3e district congressionnel d'Arizona | Primaire Républicaine de l'Élection de 2022 du 3e district congressionnel d'Arizona | Primaire Républicaine de l'Élection de 2022 du 3e district congressionnel d'Arizona | Primaire Républicaine de l'Élection de 2022 du 3e district congressionnel d'Arizona | Primaire Républicaine de l'Élection de 2022 du 3e district congressionnel d'Arizona |
| ----------------------------------------------------------------------------------- | ----------------------------------------------------------------------------------- | ----------------------------------------------------------------------------------- | ----------------------------------------------------------------------------------- | ----------------------------------------------------------------------------------- |
| Parti                                                                               | Parti                                                                               | Candidat                                                                            | Votes                                                                               | %                                                                                   |
|                                                                                     | Républicain                                                                         | Jeff Zink                                                                           | 13 894                                                                              | 100                                                                                 |

| Élection de 2022 du 3e district congressionnel d'Arizona | Élection de 2022 du 3e district congressionnel d'Arizona | Élection de 2022 du 3e district congressionnel d'Arizona | Élection de 2022 du 3e district congressionnel d'Arizona | Élection de 2022 du 3e district congressionnel d'Arizona |
| -------------------------------------------------------- | -------------------------------------------------------- | -------------------------------------------------------- | -------------------------------------------------------- | -------------------------------------------------------- |
| Parti                                                    | Parti                                                    | Candidat                                                 | Votes                                                    | %                                                        |
|                                                          | Démocrate                                                | Ruben Gallego (sortant)                                  | 108 599                                                  | 77,0                                                     |
|                                                          | Républicain                                              | Jeff Zink                                                | 32 475                                                   | 23,0                                                     |
| Total des votes                                          | Total des votes                                          | Total des votes                                          | 141 074                                                  | 100%                                                     |
|                                                          | Les Démocrates conservent                                |                                                          |                                                          |                                                          |

### 2024
| Primaire Démocrate de l'Élection de 2024 du 3e district congressionnel d'Arizona | Primaire Démocrate de l'Élection de 2024 du 3e district congressionnel d'Arizona | Primaire Démocrate de l'Élection de 2024 du 3e district congressionnel d'Arizona | Primaire Démocrate de l'Élection de 2024 du 3e district congressionnel d'Arizona | Primaire Démocrate de l'Élection de 2024 du 3e district congressionnel d'Arizona |
| -------------------------------------------------------------------------------- | -------------------------------------------------------------------------------- | -------------------------------------------------------------------------------- | -------------------------------------------------------------------------------- | -------------------------------------------------------------------------------- |
| Parti                                                                            | Parti                                                                            | Candidat                                                                         | Votes                                                                            | %                                                                                |
|                                                                                  | Démocrate                                                                        | Yassamin Ansari                                                                  | 19 087                                                                           | 44,6                                                                             |
|                                                                                  | Démocrate                                                                        | Raquel Teran                                                                     | 19 048                                                                           | 44,5                                                                             |
|                                                                                  | Démocrate                                                                        | Duane Wooten                                                                     | 4687                                                                             | 10,9                                                                             |

| Primaire Républicaine de l'Élection de 2024 du 3e district congressionnel d'Arizona | Primaire Républicaine de l'Élection de 2024 du 3e district congressionnel d'Arizona | Primaire Républicaine de l'Élection de 2024 du 3e district congressionnel d'Arizona | Primaire Républicaine de l'Élection de 2024 du 3e district congressionnel d'Arizona | Primaire Républicaine de l'Élection de 2024 du 3e district congressionnel d'Arizona |
| ----------------------------------------------------------------------------------- | ----------------------------------------------------------------------------------- | ----------------------------------------------------------------------------------- | ----------------------------------------------------------------------------------- | ----------------------------------------------------------------------------------- |
| Parti                                                                               | Parti                                                                               | Candidat                                                                            | Votes                                                                               | %                                                                                   |
|                                                                                     | Républicain                                                                         | Jeff Zink                                                                           | 9243                                                                                | 65,5                                                                                |
|                                                                                     | Républicain                                                                         | Jesus Mendoza                                                                       | 4840                                                                                | 34,3                                                                                |

| Primaire du Parti Vert de l'Élection de 2024 du 3e district congressionnel d'Arizona | Primaire du Parti Vert de l'Élection de 2024 du 3e district congressionnel d'Arizona | Primaire du Parti Vert de l'Élection de 2024 du 3e district congressionnel d'Arizona | Primaire du Parti Vert de l'Élection de 2024 du 3e district congressionnel d'Arizona | Primaire du Parti Vert de l'Élection de 2024 du 3e district congressionnel d'Arizona |
| ------------------------------------------------------------------------------------ | ------------------------------------------------------------------------------------ | ------------------------------------------------------------------------------------ | ------------------------------------------------------------------------------------ | ------------------------------------------------------------------------------------ |
| Parti                                                                                | Parti                                                                                | Candidat                                                                             | Votes                                                                                | %                                                                                    |
|                                                                                      | Vert                                                                                 | Alan Aversa                                                                          | 29                                                                                   | 100                                                                                  |

| Élection de 2024 du 3e district congressionnel d'Arizona | Élection de 2024 du 3e district congressionnel d'Arizona | Élection de 2024 du 3e district congressionnel d'Arizona | Élection de 2024 du 3e district congressionnel d'Arizona | Élection de 2024 du 3e district congressionnel d'Arizona |
| -------------------------------------------------------- | -------------------------------------------------------- | -------------------------------------------------------- | -------------------------------------------------------- | -------------------------------------------------------- |
| Parti                                                    | Parti                                                    | Candidat                                                 | Votes                                                    | %                                                        |
|                                                          | Démocrate                                                | Yassamin Ansari                                          | 143 336                                                  | 70,9                                                     |
|                                                          | Républicain                                              | Jeff Zink                                                | 53 705                                                   | 26,6                                                     |
|                                                          | Vert                                                     | Alan Aversa                                              | 5008                                                     | 2,5                                                      |
|                                                          | Vert                                                     | Candace Cunningham (write-in)                            | 16                                                       | 0,0                                                      |
| Total des votes                                          | Total des votes                                          | Total des votes                                          | 202 065                                                  | 100 %                                                    |
|                                                          | Les Démocrates conservent                                |                                                          |                                                          |                                                          |